# Copris erratus
Copris erratus là một loài bọ cánh cứng trong họ Bọ hung (Scarabaeidae).